# هاردن كوبر
هاردن كوبر (بالإنجليزية: Harden Cooper)‏ هو مدير فني ومدرب رياضي أمريكي، ولد في 1922، وتوفي في 1990.